# Inman (Carolina del Sud)
Inman è un comune degli Stati Uniti d'America, situato in Carolina del Sud, nella Contea di Spartanburg.